# Sonja Kirchberger

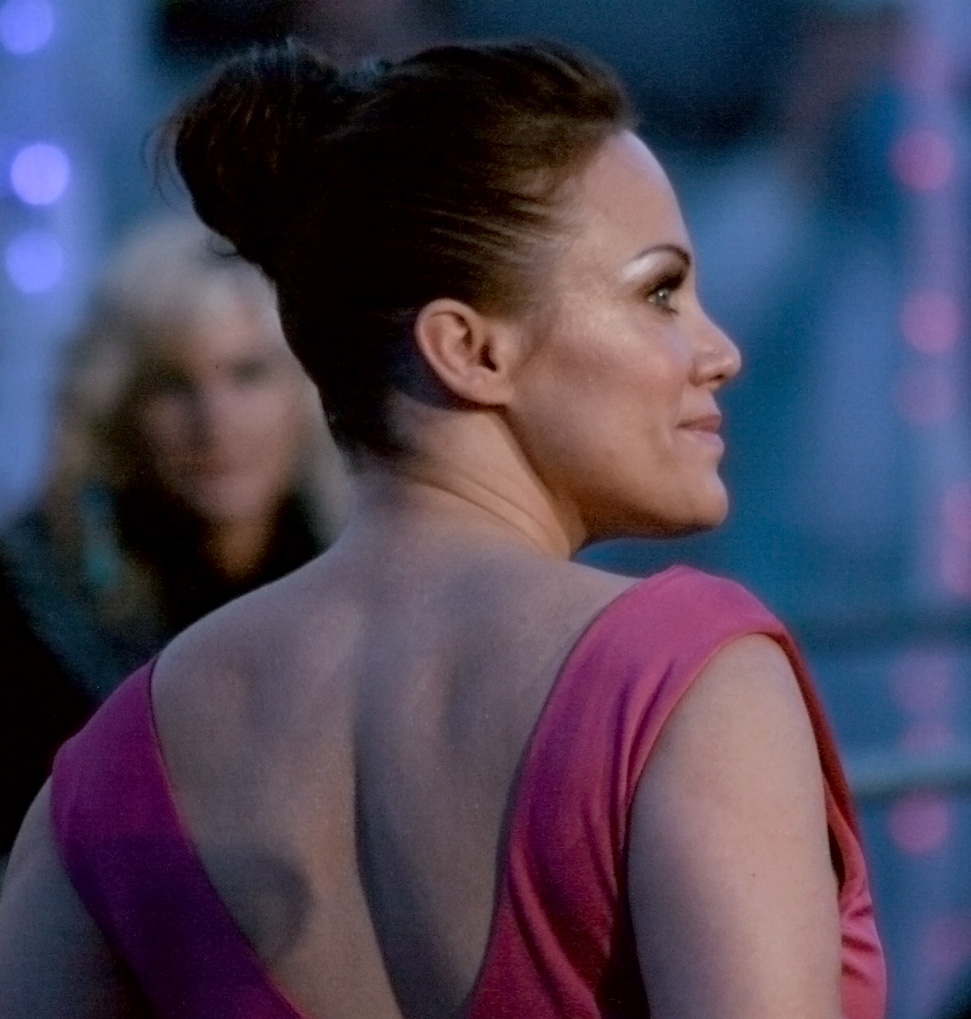
Sonja Kirchberger (Life Ball, 2009)

Sonja Kirchberger (n. 9 noiembrie 1964 în Viena) este o actriță austriacă.

## Date biografice
La vârsta de 10 ani Sonja a absolvit cursul de dansuri clasice, între anii 1974 - 1978 ca și copil apare ca dansatoare sau balerină pe scena Operei de Stat din Viena. Urmează o perioadă când lucrează ca fotomodel și desenatoare tehnică. În anul 1988 este descoperită ca talent de regizorul Robert van Ackeren, Sonja va primi un rol în filmul erotic Die Venusfalle (Capcana lui Venus). În anii 1980 după ce a luat în prealabil 3 ani lecții de dicție și canto în Los Angeles va debuta ca dansatoare striptease în filmul serial german  Der König von St. Pauli regizat de Dieter Wedel.

## Filmografie
- 1988: Die Venusfalle
- 1990: Peter Strohm – Einsteins Tod
- 1991: Sisi und der Kaiserkuß
- 1991: Happy Birthday
- 1992: Die wahre Geschichte von Männern und Frauen
- 1992: Es lebe die Liebe, der Papst und der Puff
- 1993: Der blaue Diamant
- 1993: Amok
- 1995: Peanuts - die Bank zahlt alles!
- 1995: El Chicko
- 1996: Seven Servants
- 1996: Tanz auf dem Vulkan (TV-Dreiteiler)
- 1998: Der König von St. Pauli (TV-Sechsteiler)
- 1998: Gigolo – Bei Anruf Liebe
- 1998: Der Mädchenmord
- 1999: Benzin im Blut (TV)
- 2000: Der Liebende (TV)
- 2000: Der Runner (TV)
- 2000: Der schwarze Spiegel (TV)
- 2001: Drei Engel für Dr. No
- 2001: Lenya – Die größte Kriegerin aller Zeiten (TV)
- 2001: Umwege des Herzens (TV)
- 2001: Aszendent Liebe (TV)
- 2003: Wie tauscht man seine Eltern um?
- 2003: Das unbezähmbare Herz (TV)
- 2003: Sommernachtstod (TV)
- 2005: Rose unter Dornen (TV)
- 2005: Verführung für Anfänger (TV)
- 2006: Willkommen in Lüsgraf (TV)
- 2006: Märchenstunde: Zwerg Nase - Vier Fäuste für ein Zauberkraut (TV)
- 2006: Pik & Amadeus – Freunde wider Willen (TV)
- 2006: Mord in bester Gesellschaft (TV)
- 2006: 100 kg Liebe / Molly und Mops (TV-Komödie)
- 2007: Neues vom Wixxer
- 2007: Märchenstunde: Die Geschichte vom Aschenputtel (TV)
- 2007: Ein Fall für zwei: Außer Kontrolle (TV)
- 2008: Die Bienen – Tödliche Bedrohung
- 2009: Schneewittchen (TV)
- 2010: Pfarrer Braun - Schwein gehabt! (rolul lui: Vera von Darendorf) (TV)